# اولریش وگنر
اولریش وگنر (انگلیسی: Ulrich Wegener; ۲۲ اوت ۱۹۲۹ – ۲۸ دسامبر ۲۰۱۷) فرد نظامی اهل آلمان بود. وی برندهٔ جوایزی همچون نشان افتخار شایستگی جمهوری فدرال آلمان شده‌است.
وگنر یک افسر پلیس آلمانی از حفاظت مرزی فدرال (با درجه سرتیپ و عنوان رسمی فرمانده حفاظت مرزی فدرال، فرماندهی حفاظت مرزی غرب) بود. او همچنین فرمانده و عضو بنیانگذار نیروی فدرال ضد تروریسم بود.